# Саломатка
Саломатка — река в России, протекает в Пермском крае. Устье реки находится в 49 км по правому берегу реки Нытва. Длина реки составляет 10 км. 
Исток реки у деревни Гудыри в 8 км к юго-востоку от центра города Верещагино. От истока река течёт на юго-восток, затем поворачивает на северо-восток. Всё течение реки проходит вдоль границы Верещагинского и Очёрского районов, несколько раз перетекает из одного района в другой. На реке стоят деревни Мешалки, Шалыгино, Орлы. Впадает в Нытву у села Стрижи.

## Данные водного реестра
По данным государственного водного реестра России относится к Камскому бассейновому округу, водохозяйственный участок реки — Кама от Камского гидроузла до Воткинского гидроузла, речной подбассейн реки — бассейны притоков Камы до впадения Белой. Речной бассейн реки — Кама.
По данным геоинформационной системы водохозяйственного районирования территории РФ, подготовленной Федеральным агентством водных ресурсов:
- Код водного объекта в государственном водном реестре — 10010101012111100014240
- Код по гидрологической изученности (ГИ) — 111101424
- Код бассейна — 10.01.01.010
- Номер тома по ГИ — 11
- Выпуск по ГИ — 1